# 泰凌醫藥
中國泰凌醫藥集團有限公司，簡稱中國泰凌醫藥集團、中國泰凌醫藥，以及泰凌醫藥（英語：China NT Pharma Group Company Limited，港交所：1011），於1995年由吳鐵（主席及行政總裁）創立。
現時業務在國內經營经销、推广、生产各種药品及疫苗，招股價為6港元，全球發售為357,032,000股，而集資額為16.21-21.42亿港元，股份則在2011年4月20日於港交所主板上市。`
總部位於上海市卢湾区南昌路45号城汇大厦3-5楼。

## 連結
- ntpharma.com （页面存档备份，存于）